# Musikjahr 1839
Liste der Musikjahre

◄◄ | ◄ | 1835 | 1836 | 1837 | 1838 | Musikjahr 1839 | 1840 | 1841 | 1842 | 1843 | ► | ►►

Weitere Ereignisse
Dieser Artikel behandelt das Musikjahr 1839.

## Ereignisse
- Felix Mendelssohn Bartholdy dirigiert am 21. März auf Anregung von Robert Schumann die postume Uraufführung von Franz Schuberts Großer Sinfonie C-Dur im Gewandhaus in Leipzig. Die Sinfonie setzt sich in der Folge jedoch nur langsam durch.

## Instrumental und Vokalmusik (Auswahl)
- Hector Berlioz: Roméo et Juliette, op. 17 (dramatische Symphonie mit Soli und Chören)
- Frédéric Chopin: Ballade No. 2 op. 38, Erstveröffentlichung
- Niels Wilhelm Gade: Alladin (Bühnenmusik)
- Michail Iwanowitsch Glinka: Galoppade (Klavierwerk)
- Franz Lachner: Sinfonie Nr. 7 d-Moll op. 58
- Felix Mendelssohn Bartholdy: 1. Klaviertrio op. 49
- Robert Schumann: Arabeske op. 18; Humoreske op. 20; Blumenstück op. 19; Drei Romanzen op. 28; Faschingsschwank aus Wien op. 26; Nachstücke op. 23
- Clara Schumann: Trois Romances für Klavier, gewidmet Robert Schumann op. 11; Andante und Allegro für Klavier
- Louis Spohr: Sinfonie Nr. 6 G-Dur „Historische Symphonie im Stil und Geschmack vier verschiedener Zeitabschnitte“, op. 116; Violine Concertino Nr. 3 (auch Konzert Nr. 14) a-Moll, op. 110
- Johann Strauss (Vater): Freuden-Grüsse op. 105; Cäcilien-Walzer op. 120; Apollo-Walzer op. 128
- Giuseppe Verdi: L’esule („Die Verbannte“) für eine Singstimme und Klavier; Notturno, Vokaltrio

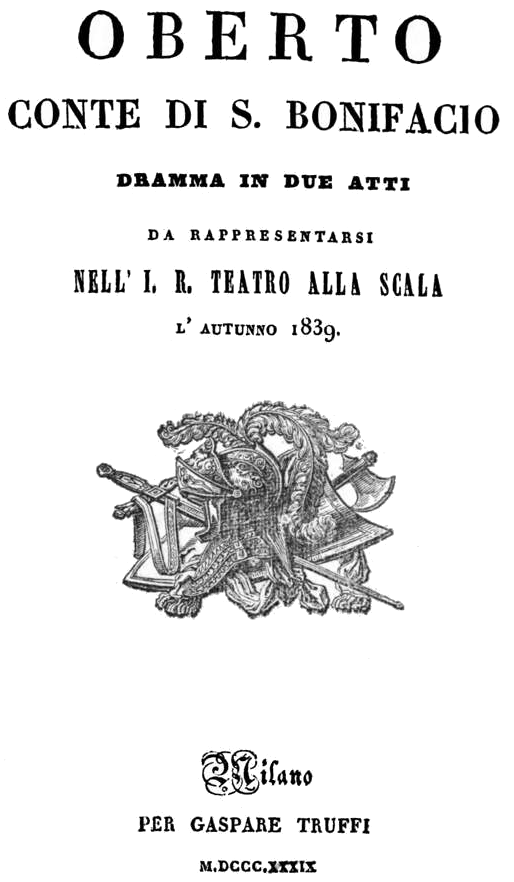
Giuseppe Verdi – Oberto – Titelseite des Librettos, Mailand 1839

## Musiktheater
- 08. Januar: Die Uraufführung der Oper Romilda von Ferdinand Hiller erfolgt am Teatro alla Scala di Milano in Mailand.
- 17. Januar: Uraufführung der Oper Régine ou Les deux nuits von Adolphe Adam in Opéra-Comique.
- 08. Februar: Am Theater am Kärntnertor in Wien wird die romantische Oper Die Genueserin von Peter Joseph von Lindpaintner uraufgeführt.
- 02. März: Uraufführung der Oper La sposa di Messina von Nicola Vaccai in Venedig, Teatro (La Fenice)
- 09. März: Die Uraufführung der Oper Il bravo von Saverio Mercadante findet am Teatro alla Scala di Milano in Mailand statt.
- 15. April: Die komische Oper Les treize von Fromental Halévy wird an der Opéra-Comique in Paris uraufgeführt.
- 20. Mai: Die Oper Die Regenbrüder von Ignaz Lachner wird in Stuttgart uraufgeführt.
- 19. September: Uraufführung der Oper La reine d’un jour von Adolphe Adam in Opéra-Comique.
- 20. September: Die Uraufführung der Komischen Oper Caramo oder Das Fischerstechen von Albert Lortzing findet am Stadttheater in Leipzig statt.
- 17. November: Oberto conte di San Bonifacio, Giuseppe Verdis erste Oper, wird am Teatro alla Scala in Mailand uraufgeführt. Obwohl die Oper nach einem Libretto von Antonio Piazza und Temistocle Solera bei der Uraufführung ein Erfolg ist, kann sie sich in den Folgejahren nicht im Opernrepertoire durchsetzen.
- 26. November: Uraufführung der Oper Enrico secondo (Heinrich II) von Otto Nicolai in Triest, (Teatro Grande)

## Weitere Werke
- Daniel-François-Esprit Auber: Le lac des fées (Oper)
- Saverio Mercadante: Elena da Feltre (Oper, Uraufführung im Teatro San Carlo, Neapel)
- Fromental Halévy: Le shérif (Oper); Le drapier (Oper)
- Friedrich von Flotow: Le Naufrage de la Méduse (Oper)
- François Benoist: La Gipsy, (Ballett)
- Albert Grisar: L’Eau merveilleuse; Les Travestissements (zwei Bühnenwerke)
- Gaetano Donizetti: Le duc d’Albe (Oper, unvollendet); L’ange de Nisida (Oper)
- Giuseppe Lillo: Il conte di Chalais (Oper)
- Franz Lachner: Alidia (Oper)

## Musikinstrumente
- Der englische Orgelbauer John Abbey baut die preisgekrönte Ausstellungsorgel der Kathedrale von Tulle.[1]

## Geboren

### Geburtsdatum gesichert
- 09. Januar: John Knowles Paine, US-amerikanischer Komponist († 1906)
- 14. Januar: Emil Bohn, deutscher Musikwissenschaftler, Komponist und Musikpädagoge († 1909)
- 21. Januar: Ferdinand Langer, deutscher Cellist, Dirigent und Komponist († 1905)
- 07. Februar: Élie Delaborde, französischer Pianist, Komponist und Musikpädagoge († 1913)
- 10. Februar: Friedrich Fischbach, deutscher Dessinateur, Ornamentist und Lithograf sowie Lyriker und Librettist († 1908)
- 25. Februar: Josef Reisenbichler, österreichischer Mundartdichter, Komponist und Original († 1914)

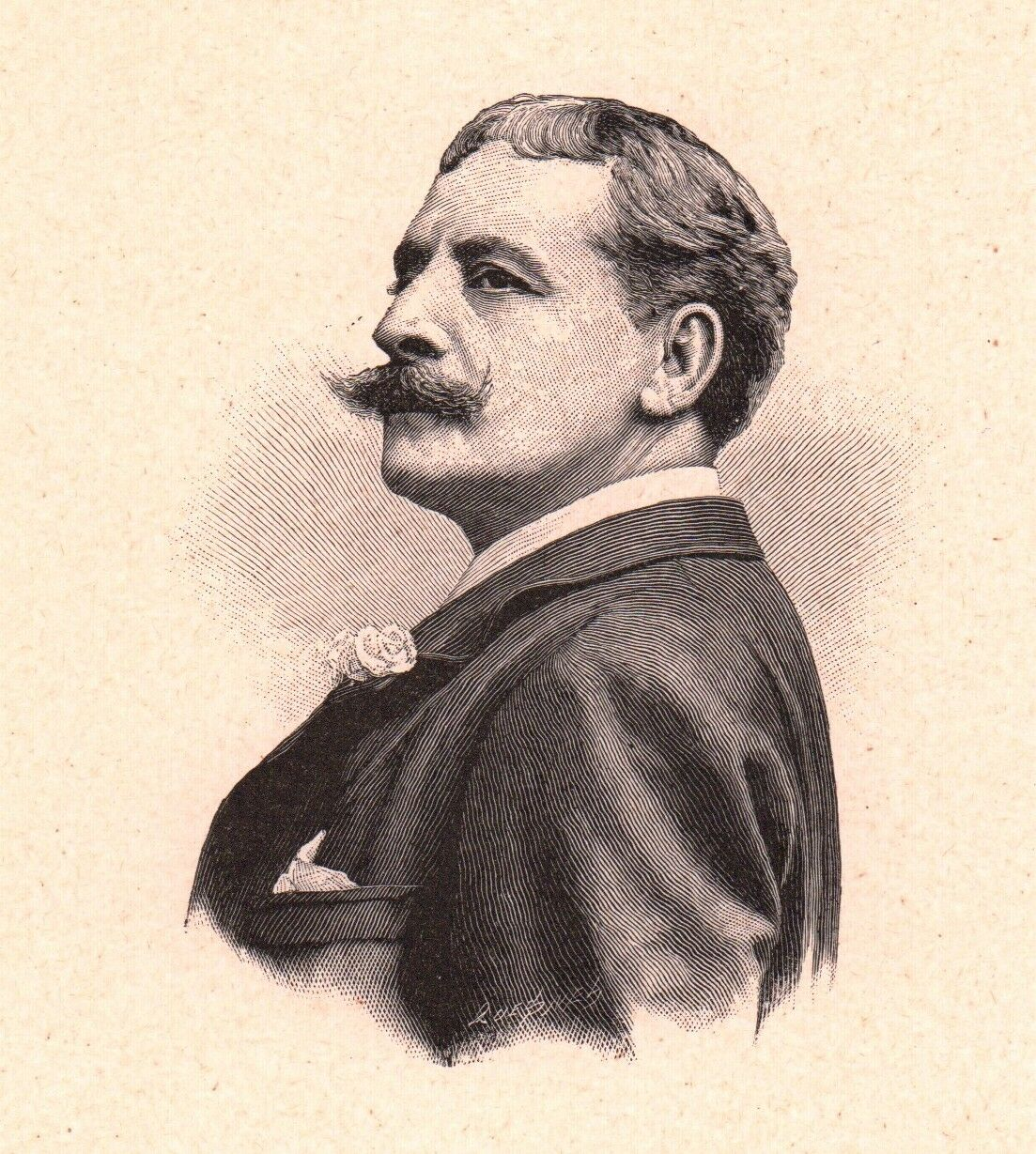
Victor Capoul; * 27. Februar

- 27. Februar: Victor Capoul, französischer Opernsänger († 1924)
- 02. März: Françis Planté, französischer Pianist († 1934)
- 17. März: Josef Gabriel Rheinberger, liechtensteinischer Komponist († 1901)
- 21. März: Modest Petrowitsch Mussorgski, russischer Komponist († 1881)
- 23. März: August Naubert, deutscher Pianist, Organist, Musiklehrer und Komponist († 1897)
- 24. März: Carl Friedrich Wittmann, deutscher Schauspieler, Schriftsteller, Dramaturg und Intendant († 1903)
- 07. Mai: Elisha Albright Hoffman, US-amerikanischer evangelisch-presbyterianischer Pastor und Kirchenlieddichter († 1929)
- 19. Mai: Alice Mary Smith, englische Komponistin († 1884)
- 22. Juni: Clement Cotterill Scholefield, britischer Geistlicher, Pianist und Komponist († 1904)

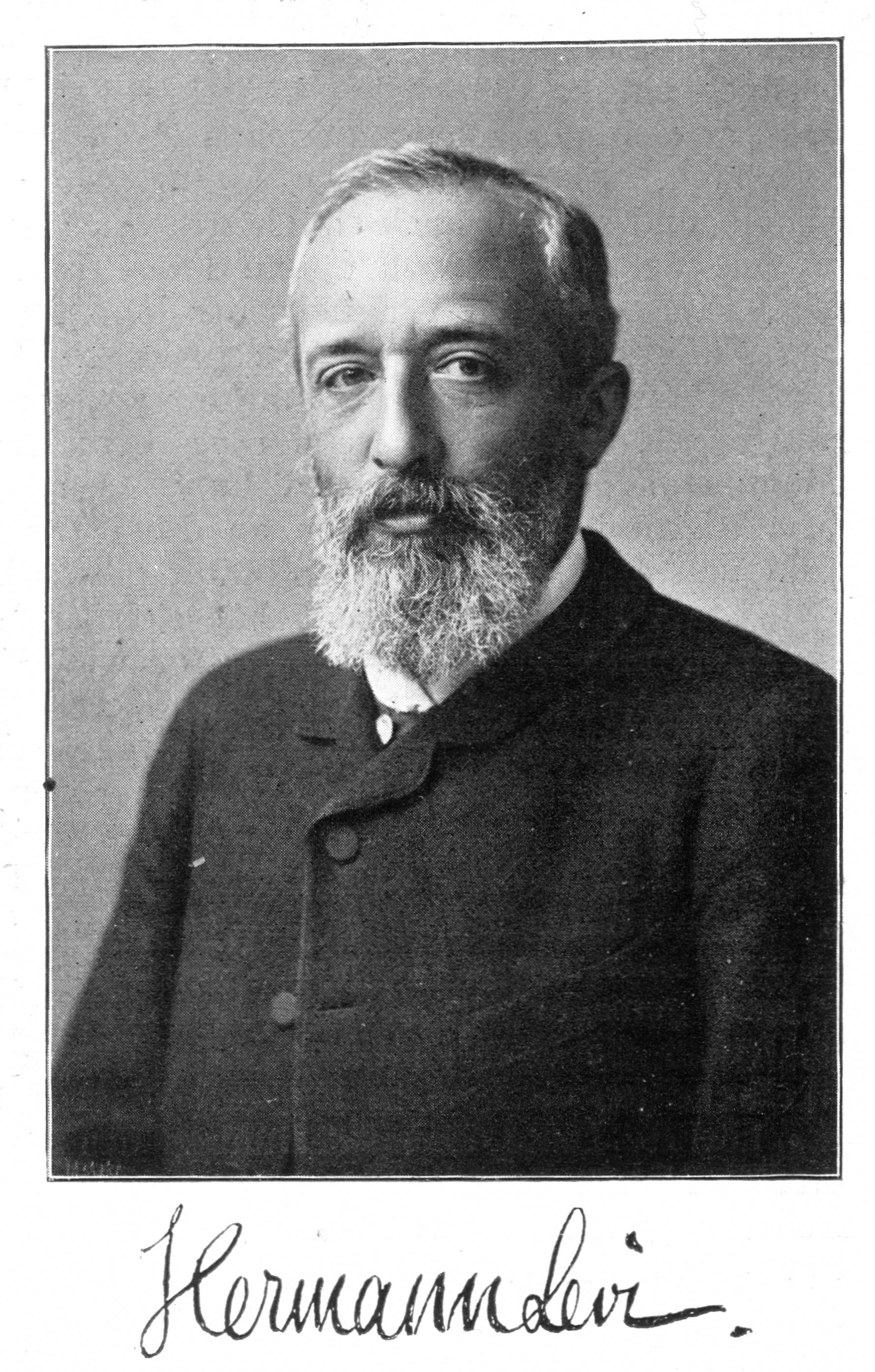
Hermann Levi; * 7. November

- 09. Juli: Carl Baermann, deutschamerikanischer Pianist und Musikpädagoge († 1913)
- 15. Juli: Eduard Köllner, deutscher Komponist († 1891)
- 17. Juli: Friedrich Gernsheim, deutscher Pianist, Dirigent und Komponist († 1916)
- 18. August: Hugh Archibald Clarke, kanadischer Komponist († 1927)
- 24. August: Eduard Nápravník, tschechischer Dirigent und Komponist († 1916)
- 05. September: Franz Krolop, deutscher Sänger († 1897)
- 07. November: Henry Holmes, englischer Komponist, Geiger und Musikpädagoge († 1905)
- 07. November: Hermann Levi, deutscher Orchesterdirigent († 1900)
- 07. Dezember: Clemens Schultze, deutscher Hofpianist und Komponist († 1900)

### Genaues Geburtsdatum unbekannt
- Helena Achmatowiczowa, polnische Komponistin († 1920)
- Max Amberger, deutscher Instrumentenbauer († 1889)
- Frederick Augustus Packer, australischer Organist, Komponist und Musikpädagoge († 1902)

## Gestorben

### Todesdatum gesichert
- 01. Januar: Johann Ulrich Wehrli, Schweizer Komponist, Dirigent und Musikpädagoge (* 1794)
- 16. Februar: Ludwig Berger, deutscher Komponist, Pianist und Klavierpädagoge (* 1777)
- 06. März: Agnes Carus, deutsche Sängerin (* 1802)

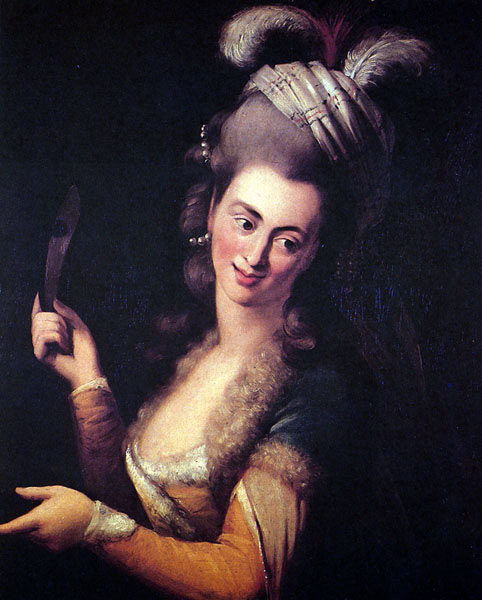
Aloysia Lange † 8. März

- 08. März: Aloisia Lange, Sängerin (Sopran), eine der wichtigsten Interpretinnen der Werke Mozarts ihrer Zeit (* zwischen 1759 und 1761)
- 07. April: Giuseppe Maria Festa, italienischer Violinvirtuose, Musikpädagoge, Komponist und Dirigent (* 1771)
- 10. Juli: Fernando Sor, spanischer Gitarrist und Komponist (* 1778)
- 01. September: Vicenç Cuyàs, katalanischer Komponist (* 1816)
- 14. September: Giuseppe Mosca, italienischer Opernkomponist (* 1772)
- 03. Oktober: Joaquín Beristáin, mexikanischer Komponist, Dirigent und Cellist (* 1817)
- 28. Oktober: Leopold Löwe, deutscher Theaterschauspieler, Sänger, Komponist und Theaterdirektor (* 1777)
- 03. November: Christine Leibnitz, deutsche Theaterschauspielerin und Opernsängerin (* 1783)
- 23. November: Wilhelm Friedrich Overmann, deutscher Orgelbauer (* 1789)
- 07. Dezember: Jan August Vitásek, böhmischer Komponist (* 1770)
- 19. Dezember: Aloys Mooser, Instrumenten- und Orgelbauer (* 1770)

### Genaues Todesdatum unbekannt
- Nikolaus Rummel d. J., altösterreichischer Orgelbauer (* 1745)